# Tim Kores
Tim Kores - Kori, slovenski rock pevec in radijski voditelj, * 27. maj 1989, Maribor.
Že kot otrok je bil izpostavljen glasbenemu načinu življenja – njegova mama Neva Pipan je namreč dolga leta prepevala v country zasedbah, npr. Pohorje Express in Country ketchup. Pri osmih se je vpisal na nižjo glasbeno šolo (saksofon), ki jo je obiskoval 5 let, ni pa je dokončal, saj je raje preklopil na kitaro, na katero se je igrati naučil sam. Svojo glasbeno pot je začel v metal skupini I vs. I, s katero so si začetek leta 2016 vzeli premor. Bil je tudi v tribute bandu Metallice Not'n'Vun.
Širša slovenska javnost ga je spoznala v slovenski različici X Factorja (2012), na katerega se je sicer prijavil kot solist, a producenti so njega in še 3 druge fante (Tonija Petroviča, Alena Luko Rajšterja in Lovra Klanjščka) združili v poprock skupino In & Out. In & Out so bili izbrani kot eni izmed 9 »finalistov«, ki so nastopili v oddajah v živo, in prišli vse do velikega finala, kjer so zasedli 3. mesto. 2014 so izdali album Valovi. Tudi ta zasedba ne deluje več.
2015 je februarja kot solist nastopil na Emi s pesmijo Dejana Radičeviča »Once Too Many Times«, spomladi je sodeloval v 2. sezoni oddaje Znan obraz ima svoj glas, z oktobrom pa je postal sovoditelj jutranjega programa na Radiu Center.
Hodil je na Gimnazijo Celje - Center, na mariborski univerzi pa je končal študij arhitekture. Tri leta je bil v zvezi z Majo Keuc, s katero sta se razšla leta 2010.

### Znan obraz ima svoj glas
Na koncu sezone je pristal na 5. mestu.
| #   | Preobrazba        | Pesem                |
| --- | ----------------- | -------------------- |
| 1.  | Chris Isaak       | Wicked Game          |
| 2.  | Slavko Ivančić    | Črta                 |
| 3.  | Alka Vuica        | Laži mi              |
| 4.  | Bruce Springsteen | Born in the U.S.A.   |
| 5.  | Lou Bega          | Mambo No. 5          |
| 6.  | Jim Morrison      | Light My Fire        |
| 7.  | Elvis Presley     | Heartbreak hotel     |
| 8.  | MC Hammer         | Can't Touch This     |
| 9.  | Michael Jackson   | Dirty Diana          |
| 10. | Brendi            | Pojdem po dekle      |
| 11. | Mick Jagger       | Anybody Seen My Baby |
| 12. | The Weather Girls | It's Raining Men     |

V 6. oddaji 3. sezone ZOISG je nastopil kot joker Ines Erbus. Imitiral je skupino Bee Gees (Stayin' Alive).

### Diskografija (solo)
- Dobro jutro – s Trkajem, 2013, z albuma Vse je OK
- Once Too Many Times – EMA 2015
- Brez poti – s Trkajem, 2015, gre za solistično »priredbo« komada »Valovi«, ki so ga posneli z In & Out

## Nastopi na glasbenih festivalih

### EMA
- 2015: Once Too Many Times (Dejan Radičevič - Tim Kores - Dejan Radičevič, Tim Kores)
- 2017: Open Fire (Jeff Lewis, Drew Lawrence - Jeff Lewis, Drew Lawrence - Jeff Lewis, Drew Lawrence) - 8. mesto (10 točk)